# Atlantische zeilvis
De Atlantische zeilvis of kortweg zeilvis (Istiophorus albicans) is een vissoort uit de familie van zeilvissen (Istiophoridae). De vissoort is populair onder sportvissers en er wordt ook commercieel op gejaagd.

## Beschrijving
De Atlantische zeilvis kan een lengte bereiken van 315 centimeter. De vis heeft een opvallend grote rugvin, tot tweemaal hoger dan het lichaam van de vis, met 48 tot 53 zachte stralen. Hierdoor verkrijgt de zeilvis een grote wendbaarheid onder water, terwijl de vin ook als rem kan dienen. De vis haalt snelheden tussen de 37 en 55 km/u, dit in tegenstelling tot schattingen uit de jaren twintig van de twintigste eeuw, die snelheden tot 111 km/u voorspelden.
Verder heeft de vis de voor zeilvissen typische speervormige bek (zie daarvoor ook zwaardvis, marlijn).
De zeilvis jaagt op grote scholen vis, waar het vissen bewusteloos slaat met zijn lange snuit.

## Leefomgeving
De zeilvis is een zoutwatervis. De soort komt voor in subtropische wateren in de (Grote, Atlantische en Indische Oceaan) en in de Middellandse Zee.

## Relatie tot de mens
De zeilvis is voor de visserij van aanzienlijk commercieel belang. In de hengelsport is het een heel gewilde vis en veel gevangen vis voor de "biggamevisserij" en vertegenwoordigt hij als zodanig ook een groot commercieel belang.